# Rohuwa
Rohuwa (en népalais : रोहुवा) est un comité de développement villageois du Népal situé dans le district de Sarlahi. Au recensement de 2011, il comptait 3 102 habitants.